# Casa das Retortas

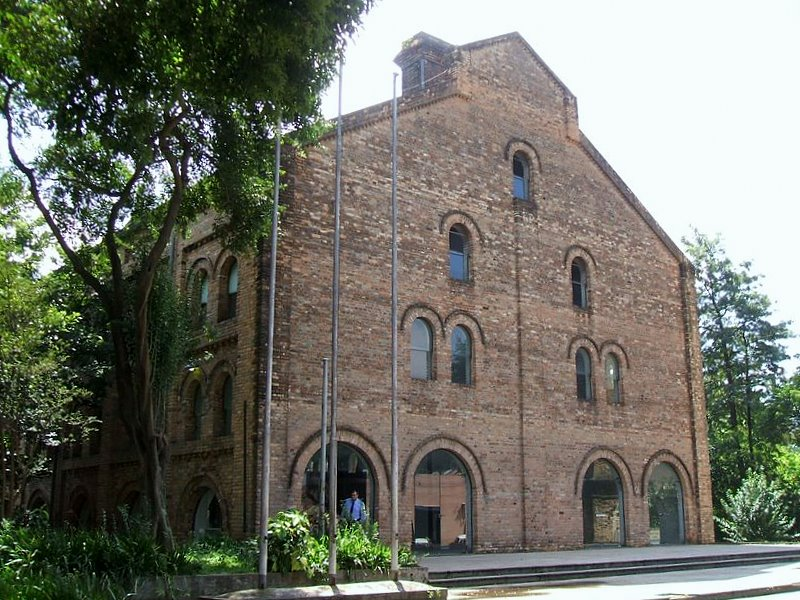
Casa das Retortas - Complexo do Antigo Gasômetro

A Casa das Retortas é um dos prédios de apoio do chamado Complexo do antigo Gasômetro, localizado entre a Rua da Figueira, a Rua do Gasômetro e a Rua Maria Domitila na cidade de São Paulo. O edifício foi tombado pelo Conselho Municipal de Preservação do Patrimônio Histórico, Cultural e Ambiental da Cidade de São Paulo (Conpresp) e pelo Conselho de Defesa do Patrimônio Histórico, Arqueológico, Artístico e Turístico de São Paulo (Condephaat). Sua importância na história de São Paulo reside na utilização exclusiva de gás combustível como principal fonte energética disponível na cidade desde o século XIX até meados do século XX, com a chegada da eletricidade.

## História do edifício
O projeto iniciou-se na década de 1870, quando William Ramsey, um engenheiro inglês a serviço da empresa San Paulo Gás Company, veio até São Paulo com o objetivo de implantar um gasômetro na cidade. A região escolhida correspondia a então Chácara do Ferrão, propriedade da Marquesa de Santos, situada na várzea do Tamanduateí e próxima às futuras linhas férreas da São Paulo Railway e Central do Brasil, que auxiliariam posteriormente nas dinâmicas de transporte da usina. Em 1889 o complexo foi ampliado por conta da crescimento na demanda de combustível, sendo então construída uma nova usina, a Casa das Retortas, assim chamada por abrigar as retortas, recipientes onde era realizada a queima do carvão (ou hulha) que vinha da Inglaterra.
O aumento da produção cafeeira no final do século XIX foi um dos estímulos aos empreendimentos de melhoria da colonial cidade de São Paulo, agora centro econômico e comercial. Além do contrato com a Companhia de Gás, a cidade também investiu na melhora do saneamento básico e da distribuição de energia elétrica. Até 1930 observou-se um acelerado crescimento do negócio do gás, mas após essa data seu desenvolvimento se estagnou. As atividades da Companhia de encerravam em 1967 e em 1968 constituiu-se a empresa pública Companhia de Gás de São Paulo (Comgás), que ainda operou na região até 1972. Passando a produzir gás nafta, a COMGÁS foi transferida para outra região do bairro da Mooca, e a Casa das Retortas foi então desativada.

## Arquitetura do edifício
A Casa das Retortas, como parte de um ciclo industrial na cidade de São Paulo, é um típico edifício representante da influência da arquitetura industrial do final do século XIX nos moldes ingleses. O conjunto todo era formado por tijolos de barro e grandes pavilhões de alvenarias, cobertos por telhas francesas sustentadas por uma estrutura metálica.
Com o fim da produção no local, iniciou-se um processo de restauração do edifício (sob projeto do arquiteto Paulo Mendes da Rocha). Depois disso, lá instalou-se o Centro de Pesquisas sobre a Arte Brasileira Contemporânea e o Departamento do Patrimônio Histórico da Secretaria Municipal da Cultura. Atualmente, encontra-se em andamento uma nova obra de restauro e readequação do local para abrigar o futuro Museu de História do Estado de São Paulo.
Esse projeto, além da valorização patrimonial e revitalização urbanística da região, tem como objetivo servir como uma espécie de arquivo e memória do patrimônio cultural paulista, abarcando inúmeros momentos de sua história, desde a chegada dos primeiros colonizadores até a atualidade, abordando a riqueza e diversidade étnica, cultural, natural e histórica do Estado.